# 남수현
남수현(2005년 1월 27일~)은 대한민국의 양궁 선수이다. 2024년 하계 올림픽에 참가했으며 여자 단체전에서 금메달, 여자 개인전에서 은메달을 획득했다.

## 경력
대한민국 전라남도 순천시 풍덕동에서 둘째로 태어나 순천성남초등학교, 순천풍덕중학교, 순천여자고등학교를 졸업했다. 어릴 때부터 양궁을 시작했고 초등학교 3학년부터 전문 양궁 훈련을 시작했다. 2016년 순천성남초등학교를 다닐 때 전라남도소년체육대회에서 여자 초등부 개인전 3위를 달성했다.
2024년 4월 대표팀 평가전을 통해 개인전 3위에 오르면서 대한민국 국가대표로 처음 발탁되었고 동시에 2024년 하계 올림픽 출전권을 획득했다. 이후 같은 달 중국 상하이에서 열린 월드컵에 참가하면서 국제 대회에 데뷔했다. 이 대회에서 개인전 4위, 단체전 2위에 올랐다.
같은 해 7월에는 프랑스 파리에서 열린 2024년 하계 올림픽에 참가했다. 7월 28일에 열린 여자 단체전에서 임시현과 전훈영과 함께 결승에서 결승전에서 중국을 꺾고 금메달을 획득하였다. 올림픽 여자 단체전 10연패로 대한민국 선수단은 여자 양궁 단체전이 처음으로 올림픽 종목이 된 1988년부터 2024년까지 10회 연속 금메달 획득 기록을 세웠다. 다른 출전 종목인 여자 개인전에서 은메달을 획득했다. 그녀는 이집트의 자나 알리, 체코의 마리에 호라치코바, 루마니아의 머덜리나 아머이스트로아이에를 꺾고 준결승에 진출했다. 준결승에서는 프랑스의 리자 바르블랭을 8-0으로 꺾으며 결승에 올랐다. 8월 2일에 열린 개인전 결승전 경기는 함께 단체전 금메달을 획득한 임시현과 치렀으며, 7:3으로 패하였다.